# دايسوكي كاتو (لاعب كرة قاعدة)
دايسوكي كاتو (باليابانية: 加藤大輔؛ بالكانا: かとう だいすけ) هو لاعب كرة قاعدة ياباني، ولد في 27 يوليو 1980 في بوزين في اليابان.

## روابط خارجية
- دايسوكي كاتو على موقع الدوري الياباني لكرة القاعدة (الإنجليزية)